# 424 Gratia

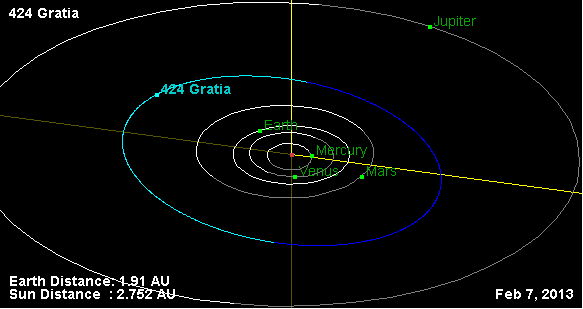

424 Gratia è un asteroide della fascia principale del diametro medio di circa 87,2 km. Scoperto nel 1896, presenta un'orbita caratterizzata da un semiasse maggiore pari a 2,7736798 UA e da un'eccentricità di 0,1101259, inclinata di 8,20837° rispetto all'eclittica.
Il suo nome è dedicato alle tre Grazie, figure della mitologia romana.